# Condado de Clarke (Alabama)

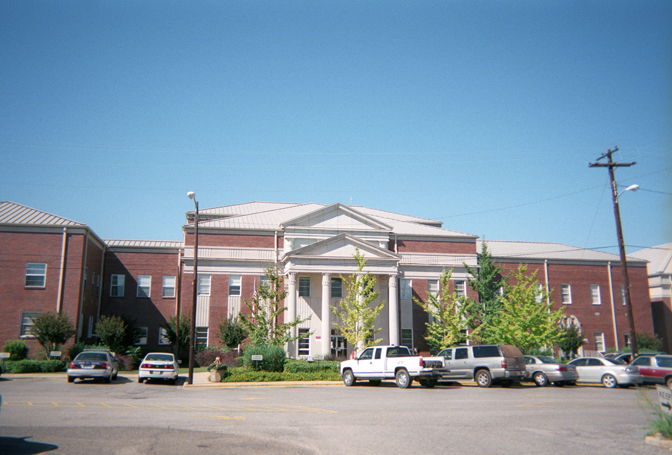
Tribunal do condado de Clarke em Groove Hill, Alabama.

O Condado de Clarke é um dos 67 condados do estado norte-americano do Alabama, localizado no sudoeste do estado. De acordo com o censo de 2022, sua população é de 22.515 habitantes. A sede de condado é Grove Hill. O condado foi criado pela legislatura do Território do Mississippi em 1812. Seu nome é em homenagem ao General John Clarke da Geórgia, que depois foi eleito governador pelo mesmo estado.
O museu do condado está localizado na Alston─Cobb House, em Grove Hill.

## História

### Período pré-europeu
Por anos, a área foi ocupada, ao longo dos rios, por várias culturas indígenas. Ao tempo do contato com os europeus, o condado era a terra tradicional dos povos choctaw e creek, dividindo sua ocupação em ambas as margens do rio Tombigbee. Eles mantinham comércio com os franceses, que possuíam assentamentos em Mobile e Nova Orleans. Eles também foram contactados por alguns comerciantes ingleses e escoceses, oriundos das colônias britânicas da Costa Atlântica. Após a compra da Louisiana, estabeleceram relações com os Estados Unidos.
Em 1815, por força do Tratado de Mount Dexter, os Choctaw cederam uma larga quantia de terras para os assentamentos euro-americanos, no que hoje se consiste no sudeste do Mississippi e sudoeste do Alabama, incluindo muito da parte ocidental do Condado de Clark.

### Era Moderna
O condado foi fundado em 10 de dezembro de 1812, pelo Território do Mississippi. O condado possuía numerosos fortes, construídos para proteger os colonizadores durante a Guerra Creek (1813-1814); alguns destes: Fort Caney, Fort Easley, Fort Glass, Fort Landrum, Fort Madison e Fort Sinquefield. Durante este período foi o palco de várias batalhas e escaramuças.
A primeira sede foi Clarkesville, fundada em 1820. Depois, foi mudada para Macon (renomeada para Groove Hill em 1831). Durante a Guerra da Secessão, o condado foi notável pela sua produção de sal.
Em 1883, a Suprema Corte dos E.U manteve a condenação de Tony Pace e Mary Cox por união inter-racial, no caso Pace v. Alabama; este precedente foi posteriormente derrubado. Em 1892, o condado foi palco de um confronto violento em torno de questões econômicas entre fazendeiros, mais tarde conhecido como Guerra de Mitcham (Mitcham War).

### Lei seca
Seguindo a revogação da proibição nacional em 1933, o condado votou para se tornar um "condado-seco" (dry county), i.e, um condado com proibições à venda de bebidas alcoólicas, em 1937, quando estes condados foram estabelecidos no Alabama.
Na primeira década do século XXI, as maiores comunidades do condado votaram pela legalização da venda de álcool: Jackson, em 10 de maio de 2005; Thomasville, em 14 de agosto de 2007; e Grove Hill, em 3 de novembro de 2009.

## Geografia
De acordo com o censo, o condado tinha uma área de 3250 km², dos quais 3.210 km² são de terra (98,87%) e 36 km² de água (1,13%). É o terceiro maior condado do Alabama em área de terra e o quarto em área total.

### Condados adjacentes
- Condado de Marengo, norte
- Condado de Wilcox, nordeste
- Condado de Monroe, leste
- Condado de Baldwin, sul
- Condado de Washington, sudoeste
- Condado de Choctaw, noroeste

## Transportes

### Principais rodovias
- U.S. Route 43
- U.S. Route 84
- State Route 5
- State Route 69
- State Route 154
- State Route 177
- State Route 178
- State Route 295

## Demografia
De acordo com o censo de 2022:
- População total: 22.515 habitantes
- Densidade: 7 hab/km²
- Residências: 11.758
- Famílias: 8.250
- Composição da população:
  - Brancos: 52,5%
  - Negros: 45,3%
  - Nativos Americanos: 0,6%
  - Asiáticos: 0,5%
  - Duas ou mais raças:1,2%
  - Hispânicos ou latinos: 1,5%

## Comunidades

### Cidades
- Jackson
- Thomasville

### Vilas
- Coffeeville
- Fulton
- Grove Hill (sede)

### Áreas censitárias
- Carlton
- Rockville
- Whatley

### Comunidades não-incorporadas
- Alma
- Antioch
- Bashi
- Campbell
- Dickinson
- Gainestown
- Gosport
- McEntyre
- Morvin
- Opine
- Salitpa
- Suggsville
- Tallahatta Springs
- Tattlersville
- Walker Springs

### Antigas comunidades
- Choctaw Corner
- Clarkesville
- Failetown

## Pessoas Notáveis
- Martha Loftin Wilson (1834-1919), missionária, editora e heroína da Guerra Civil Americana